# Pan de muerto

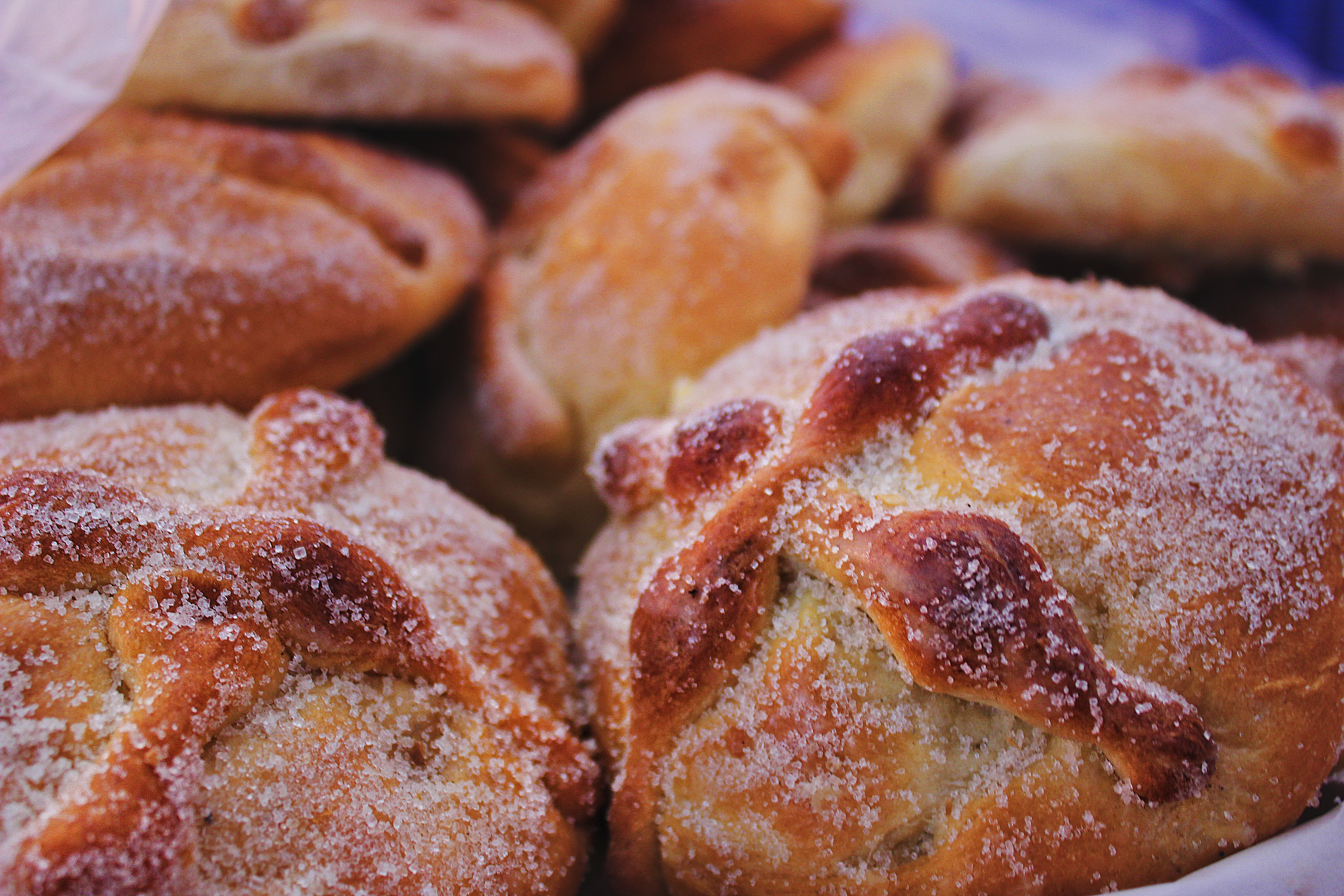
Pan de muerto toppad med socker.

Pan de muerto (spanska för "de dödas bröd") är ett bröd som traditionellt bakas i Mexiko inför högtiden De dödas dag. Brödet läggs på hemmens altare (ofrenda) och äts symboliskt tillsammans med de döda och tillsammans med besökande släktingar. Det finns många varianter av brödet i olika regioner. Det är ett sött bröd, ofta bakat i rund form som liknar en bulle, eller enligt vissa lokala traditioner i form av en människoliknande figur. Bröden kan smaksättas på olika sätt. Bullformade bröd dekoreras ofta med socker och degremsor i former som skall påminna om de döda. 